# Château de Botenlauben
Le château de Botenlauben (ou Bodenlaube) est un château en ruines est situé dans Reiterswiesen, un quartier de Bad Kissingen, une station thermale bavaroise en Allemagne.

## Histoire
De 1220 à 1242, le château a été le domicile d'Otto von Botenlauben, croisé et minnesänger (troubadour allemand), et son épouse Beatrix de Courtenay, qui a fondé le monastère de Frauenroth. On ne connaît pas la date exacte de la construction du château ; cependant, on suppose qu'il a été construit vers 1180. La première fois que le château a été mentionné dans un document fut en 1206.
Le nom Botenlaube a été formé du nom Boto et Laube de l'allemand siginifiant tonnelle. Boto se rapporte au comte Boto von Kärnten, qui – durant une période où le pouvoir passait de l'abbaye de Fulda aux margraves de Schweinfurt et, plus tard, à la dynastie des Hennebergs – est considéré comme le lieu entre les deux groupes. En 1234, le château devient possession de l'évêché de Würzburg, sous l'évêque Hermann I. de Lobdeburg. Otto et Beatrix le considéraient comme une fortification stratégique, parce que leur fils Otto II et son épouse Adelheid avaient adhéré à l'Ordre Teutonique (au cours du IVe et XVe siècles, le château était hypothéqué plusieurs fois par les successeurs de Hermann I. jusqu'en 1521). En 1242, le château devient le centre administratif de l'évêché, qui a été transféré à Ebenhausen après la révolte des paysans de 1525, puis dissous définitivement en 1670.
Pendant la révolte des paysans, le château a été détérioré par des paysans d'Aura an der Saale. Le bruit court que le cuisinier du château aurait laissé entrer les paysans qui lui avaient promis de l'or, mais à la place il fut tué ; depuis ce moment-là, une légende dit que son fantôme déambule au château avec une hache et un hachoir, lors des nuits de tempête.
Après que la révolte des paysans a été réprimée, les paysans ont été forcés de reconstruire le château quasiment détruit. En 1553, il a été détruit définitivement pendant la seconde guerre des margraves ; pendant le VIIe siècle, les habitants de Reiterswiesen se sont servis du château comme carrière de pierres mais vers 1830, cette situation prit fin lorsqu'on recommençait s'intéresser à l'époque romantique et le romanticisme et le Moyen Âge. Ce nouvel intérêt était exprimé, par exemple, par la fondation de l'association Botenlaube-Verein en 1881, dont le principal projet était de faire du château une attraction touristique, avant que l'intérêt historique prenne le pas. Au cours de la deuxième moitié du XXe siècle, le château fut restauré. Le Burgfest, le festival du château, qui se déroule tous les ans pendant le mois de septembre, redonne vie au château à l'époque du Moyen Âge.

## Architecture
Les deux tours, qui sont maintenant réduites après de nombreuses détériorations, ressemblent beaucoup au château Münzenberg à Wetterau, mais aussi à celui de Saaleck, de Hohandlau et de Thurau. Ce sont les murs de deux tours, qui ont été construites de manière très régulières, qui détermine de manière probable l'époque de construction de l'édifice (XIIIe siècle). Les soubassements des résidences, sur lesquelles se trouve un palatium, datent de la première moitié du XIIIe siècle, et furent redécouvertes lors de fouilles archéologiques.